# حمام سرکاری
حمام سرکاری  مربوط به اواخر دوره قاجار است و در بافت مرکزی قوچان، حاشیه بازار واقع شده و این اثر در تاریخ ۱۷ مرداد ۱۳۸۳ با شمارهٔ ثبت ۱۱۰۴۲ به‌عنوان یکی از آثار ملی ایران به ثبت رسیده است.